# Calmanesia methueni
Calmanesia methueni är en kräftdjursart som beskrevs av Walter E. Collinge 1922. Calmanesia methueni ingår i släktet Calmanesia och familjen Armadillidae. Inga underarter finns listade i Catalogue of Life.